# Gampong Baro (Peudada)
Gampong Baro is een bestuurslaag in het regentschap Bireuen van de provincie Atjeh, Indonesië. Gampong Baro telt 468 inwoners (volkstelling 2010).